# 무무 홈
무무 홈(Mummu Sulci)는 목성의 위성인 가니메데에 있는 지역으로 홈 모양의 밝은 지형이다. 길이는 2,680km이다.